# Les Aventuriers de l'arche perdue
Pour l'adaptation en jeu vidéo, voir Raiders of the Lost Ark (jeu vidéo).
Série Indiana Jones
Le Temple maudit
(1984)
Pour plus de détails, voir Fiche technique et Distribution.
Les Aventuriers de l'arche perdue (Raiders of the Lost Ark) est un film d'aventures et d'action américain réalisé par Steven Spielberg, coproduit et coécrit par George Lucas, sorti en 1981.
À partir de l'an 2000, il est exploité sous le nom Indiana Jones et les Aventuriers de l'arche perdue (Indiana Jones and the Raiders of the Lost Ark).
Premier volet de la saga Indiana Jones (deuxième chronologiquement), le film est nommé neuf fois aux Oscars 1982 et en remporte cinq (dont un spécial pour les effets sonores).
Succès critique et commercial (c'est le film le plus rentable de l'année 1981 et l'un des plus rentables de l'histoire du cinéma), il mène à la réalisation de quatre suites : Indiana Jones et le Temple maudit (1984), Indiana Jones et la Dernière Croisade (1989), Indiana Jones et le Royaume du crâne de cristal (2008), Indiana Jones et le Cadran de la destinée (2023) ; ainsi qu'à une série télévisée, Les Aventures du jeune Indiana Jones (1992-1996) et à quinze jeux vidéo depuis le début de la franchise.
En 1999, le film est sélectionné par le National Film Registry pour être conservé à la Bibliothèque du Congrès pour son « importance culturelle, historique ou esthétique ».

## Synopsis

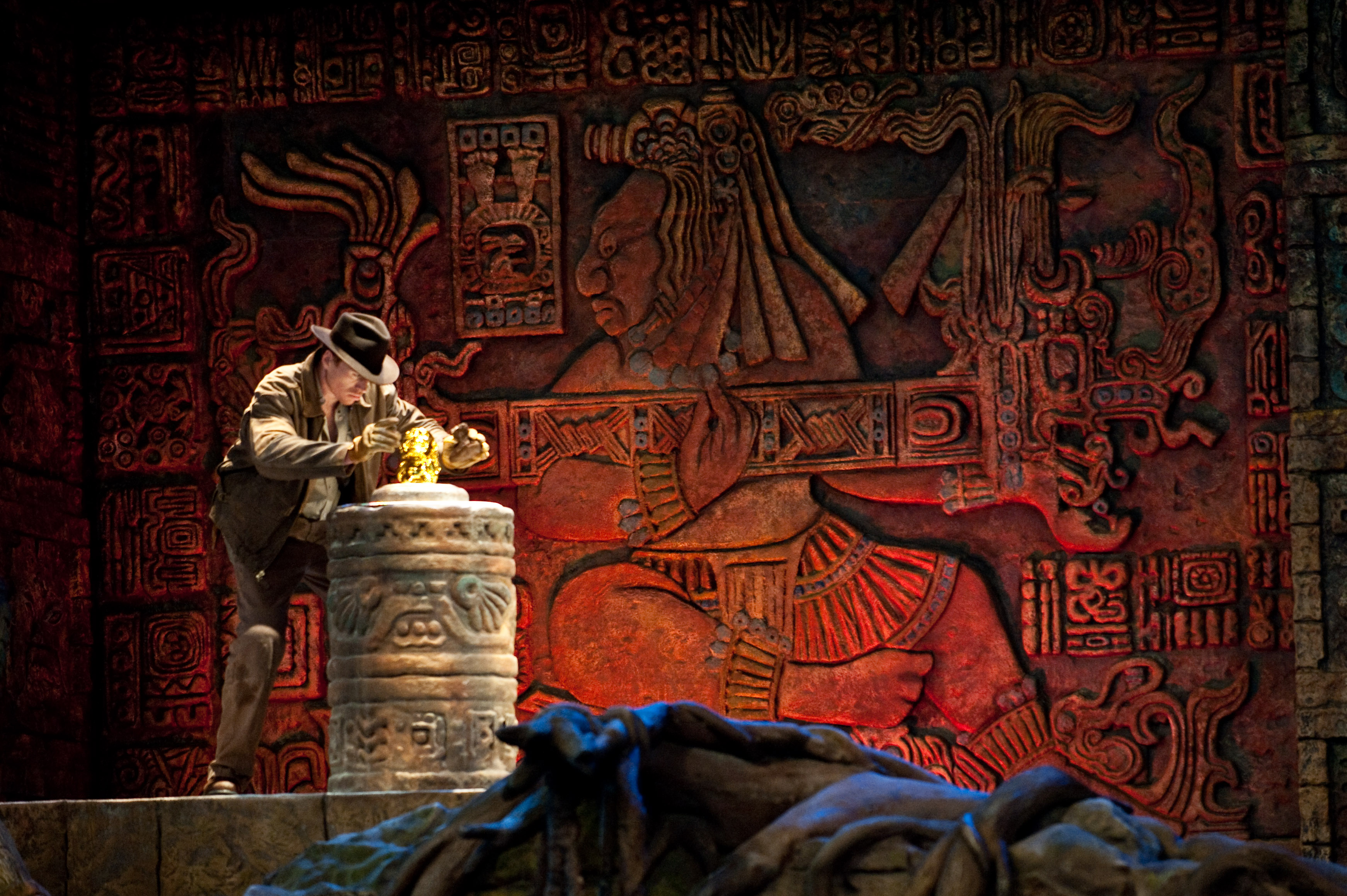
Reconstitution de la scène d'ouverture du film lors du spectacle Indiana Jones Epic Stunt Spectacular! aux Disney's Hollywood Studios.

Dans la jungle des Chachapoyas, au Pérou, 1936. Le professeur Henry Walton Jones fils, dit « Indiana » ou « Indy », un éminent archéologue américain et expert en occultisme, est sur le point de mettre la main sur une idole chachapoyenne de la fertilité de Pachamama. Après avoir échappé à une série de pièges mortels dans un ancien temple, il se fait dérober la relique de façon déloyale par son principal concurrent, un archéologue français, René Belloq. Indy parvient à semer les indiens Hovito à bord d'un hydravion mais rentre bredouille aux États-Unis.
De retour de son équipée, au Marshall College à Bedford, Connecticut, Jones est mandaté par deux agents du service du renseignement militaire américain cherchant à décrypter un câble des partisans du IIIe Reich. Les nazis semblent être sur les traces de l'Arche d'alliance, contenant les Tables de la Loi, sur le site de Tanis en Égypte. L'Arche étant censée conférer le pouvoir de mener n'importe quelle armée à la victoire, elle ne doit en aucun cas tomber entre les mains d'Adolf Hitler. Dans leur quête de pouvoir occulte, les nazis recherchent Abner Ravenwood, ancien mentor de Jones et expert sur la question. Ravenwood possède le pommeau-médaillon du grand bourdon de Râ, un artefact permettant selon la légende de localiser précisément la relique sainte dans le « Puits des âmes ».
Indiana Jones s'envole pour le Népal pour retrouver Ravenwood, auquel il n'a plus parlé depuis des années. Il apprend de Marion, la fille de son mentor et ancien amour au caractère bien trempé, que le vieil homme est décédé. Marion possède le médaillon tant convoité qu'Indy propose d'acheter 3 000 dollars, plus 2 000 pour lui permettre de rentrer aux États-Unis. Marion accepte la vente mais sa taverne est prise d'assaut par des brigands menés par l'officier de la Gestapo Arnold Toht. Au cours de l'échauffourée, l'établissement prend feu et Toht se brûle la main en voulant s'emparer du médaillon. Indy et Marion s'échappent avec l'artefact et partent pour l'Égypte.
Arrivés au Caire, le couple retrouve Sallah, figure emblématique de la ville et vieil ami de Jones. Ce dernier informe Indy que Belloq s'est allié aux nazis, sous les ordres du colonel Dietrich, pour fouiller le site de Tanis grâce aux inscriptions du médaillon incrustées dans la paume brûlée de la main de Toht. Dans le souk de la ville, Marion est kidnappée et emmenée de force dans un camion que Jones fait accidentellement exploser. L'aventurier est bouleversé par la mort de son ancien amour, mais décide avec l'aide de Sallah de continuer les recherches. Ils se rendent compte que les nazis ne creusent pas au bon endroit car l'autre face du médaillon fournit une précision cruciale que Toht n'a pas. Indiana s'infiltre sur le site des fouilles et découvre que Marion n'est pas morte mais retenue captive, ligotée et bâillonnée, par Belloq. L'Arche d'alliance est bientôt découverte au cœur du Puits des âmes grouillant de serpents. Les nazis s'emparent de l'artefact sacré et scellent le puits en y laissant Indy et Marion.
Le couple s'échappe et découvre que l'Arche est sur le point d'être transportée à Berlin à bord d'une aile volante, un avion expérimental. Indy tente de saboter l'opération en détruisant l'appareil, après un duel aux poings avec l'un des mécaniciens qui se solde par la mort de celui-ci, déchiqueté par une hélice. Dietrich, Toht et Belloq embarquent avec l'Arche et leur troupe à bord d'un convoi de camions. Après une course-poursuite haletante dans le désert, Jones réussit à s'emparer du camion contenant l'Arche, mais au prix de multiples blessures et contusions. Marion le soigne, et ils reprennent leur relation amoureuse.
Indiana et Marion quittent l'Égypte à bord du cargo libérien Bantu Wind (« Vent bantou »), commandé par le capitaine Katanga. Mais alors qu'ils se croient en sécurité hors des eaux territoriales, ils sont rattrapés par un U-Boot allemand nommé Wurrfler. Dietrich reprend une nouvelle fois possession de l'Arche et Belloq kidnappe Marion. Jones parvient à s'esquiver et se cacher à l'extérieur du sous-marin jusqu'à une île de la mer Égée où Belloq prévoit d'ouvrir le coffre doré. L'archéologue stoppe la marche des nazis en les menaçant de tout détruire avec un lance-roquettes. Mais il est raisonné par Belloq qui le pense incapable de détruire un tel témoignage de l'Histoire. En effet, Jones n'en a pas le courage. Il est désarmé, capturé et ficelé à un poteau avec Marion. Belloq procède à une antique cérémonie pour ouvrir l'Arche et il s'avère qu'elle ne contient que du sable... Mais soudain, des esprits ressemblant à des séraphins de l'Ancien Testament émergent du coffre. Indiana, connaissant le danger pour avoir étudié la relique avec son mentor, ordonne à Marion de fermer les yeux et de ne pas regarder cela. Les esprits prennent l'apparence terrifiante d'anges de la mort et des rayons aveuglants se mettent à frapper les nazis. Belloq, Dietrich et Toht connaissent une terrible mort à cause du regard des esprits.
À Washington, des agents du renseignement militaire certifient à Indy que l'Arche est étudiée en lieu sûr par des experts et qu'elle ne sera pas accessible aux chercheurs. L'archéologue est furieux. L'Arche est en réalité étiquetée « Top Secret » et vulgairement entreposée dans un gigantesque hangar poussiéreux rempli de centaines de caisses au contenu indéterminé.

## Fiche technique
Sauf indication contraire, les informations mentionnées dans cette section peuvent être confirmées par les bases de données cinématographiques IMDb et Allociné,  présentes dans la section « Liens externes ».

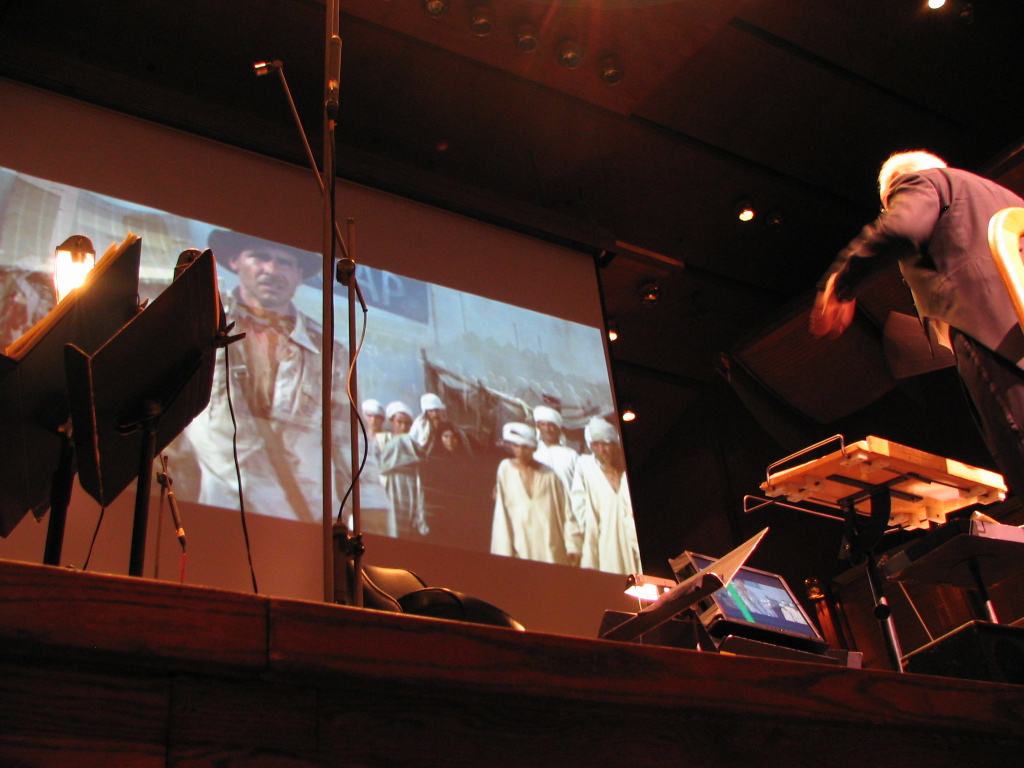
John Williams dirigeant l'orchestre lors d'un concert comprenant la musique des Aventuriers de l'arche perdue.

- Titre original : Raiders of the Lost Ark (1981) ; Indiana Jones and the Raiders of the Lost Ark (2000)
- Titre français : Les Aventuriers de l'Arche perdue (1981) ; Indiana Jones et les Aventuriers de l'Arche perdue (2000)
- Réalisation : Steven Spielberg
- Scénario : Lawrence Kasdan, d'après une histoire de George Lucas et Philip Kaufman
- Musique : John Williams
- Direction artistique : Leslie Dilley
- Décors : Norman Reynolds
- Costumes : Deborah Nadoolman
- Photographie : Douglas Slocombe et Paul Beeson (prises de vues additionnelles)
- Son : Gregg Landaker, Steve Maslow, Bill Varney
- Montage : Michael Kahn
- Effets visuels : Richard Edlund pour Industrial Light & Magic
- Production : Frank Marshall
  - Production déléguée : Howard Kazanjian et George Lucas
  - Production associée : Robert Watts
- Sociétés de production : Lucasfilm Ltd., présenté par Paramount Pictures
- Société de distribution : Paramount Pictures (États-Unis et Canada) ; Cinema International Corporation (France et Belgique)
- Budget : 18 millions de $[2] ; 20 millions de $[3]
- Pays de production :  États-Unis
- Langues originales : anglais, allemand, hébreu, espagnol, arabe, népalais
- Format : couleur (Metrocolor)
  - Version 35 mm — 2,39:1 (CinemaScope / Panavision) — son Dolby stéréo
  - Version 70 mm — 2,20:1 (Panavision 70) — son Son stéréo 6 pistes
- Genre : Aventure, action et fantastique
- Durée : 115 minutes
- Dates de sortie :
  - États-Unis : 12 juin 1981 (sortie nationale) ; 16 juillet 1982 ( ressortie) ; 25 mars 1983 ( ressortie) ; 7 septembre 2012 (ressortie limitée en version IMAX)
  - Québec : 21 juin 1981[4]
  - France : 16 septembre 1981
  - Suisse romande : 9 octobre 1981[5]
  - Belgique : 17 décembre 1981
- Classification :
  - États-Unis : des scènes peuvent heurter les enfants - accord parental souhaitable (PG - Parental Guidance Suggested)
  - France : tous publics (conseillé à partir de 10 ans)[6],[7]
  - Québec : 13 ans et plus (13+ / 13 years and over) requalifié en 2003 tous publics (G - General Rating)[4]

## Distribution
- Harrison Ford (VF : Claude Giraud) : Indiana Jones
- Karen Allen (VF : Annie Sinigalia) : Marion Ravenwood
- Paul Freeman (VF : Marc Cassot) : René Émile Belloq
- Ronald Lacey (VF : Jacques Charby) : le commandant Arnold Ernst Toht
- John Rhys-Davies (VF : Albert de Médina) : Sallah Faisel el-Kahir
- Denholm Elliott (VF : Raoul Guillet) : Marcus Brody
- Wolf Kahler (VF : Bernard Woringer) : le colonel Herman Dietrich
- Anthony Higgins : le major Gobler
- Alfred Molina (VF : Rafaël Gozalbo) : Satipo
- Vic Tablian : Barranca / l'homme au singe
- Don Fellows (VF : Jean Berger) : le colonel Musgrove
- William Hootkins (VF : Pierre Garin) : le major Eaton
- Fred Sorenson (VF : Marc de Georgi) : Jock Lindsey
- Pat Roach : le sherpa géant / le mécanicien allemand
- Tutte Lemkow (VF : Jean-Jacques Steen) : l'imam
- Ishaq Bux : Omar
- Frank Marshall : le pilote de l'avion nazi (caméo)
- George Harris (VF : Georges Atlas) : Simon Katanga, le capitaine du cargo
- Eddie Tagoe : le second capitaine du cargo
- Dennis Muren : l'espion nazi dans l'avion (non crédité)
- Vic Armstrong : cascadeur qui double Harrison Ford

Source et légende : version française (VF) sur Voxofilm

## Production

### Genèse
La création d'Indiana Jones a lieu sur une plage d'Hawaï. George Lucas avait alors pour habitude, lorsqu'un de ses films s'apprêtait à sortir, de passer quelques jours au soleil de Hawaï. Il est rejoint cette année-là par Steven Spielberg. Certains du succès de leurs prochains films (Star Wars et Rencontres du troisième type), ils envisagent d'autres projets. Spielberg révèle à Lucas qu'il avait contacté le producteur des James Bond, Albert R. Broccoli, afin de pouvoir réaliser un épisode de la saga, mais que ce dernier avait refusé, sous prétexte qu'il fallait être obligatoirement, tout comme l'acteur incarnant l'espion, originaire d'un pays du Commonwealth. Lucas indique alors qu'il a une bien meilleure idée et il raconte les grandes lignes de ce que sera Les Aventuriers de l'arche perdue. Ils se promettent également que si le film devenait un succès, une trilogie naîtrait. Après leurs vacances, Lucas et Spielberg appellent Lawrence Kasdan, afin qu'il développe le scénario avec Lucas et, plus tard, Philip Kaufman. Steven Spielberg le réalise et Lucas endosse le rôle de producteur délégué. Le nom du héros, « Indiana », vient du chien de George Lucas. Le héros devait initialement s'appeler Indiana Smith mais Spielberg conseille de changer le nom en Indiana Jones car le premier nom ressemble trop au titre du film Nevada Smith (1966).

### Choix des interprètes
Dès le début, Steven Spielberg et le scénariste Lawrence Kasdan pensèrent à Harrison Ford pour le rôle d'Indiana Jones. Mais George Lucas s'y opposa, craignant que sa collaboration reste indéfiniment associée à l'acteur, à l'instar de Martin Scorsese et Robert De Niro, inséparables depuis Taxi Driver.
Tom Selleck fut contacté par la production pour incarner Indiana Jones mais le contrat le liant à la série Magnum le contraint à renoncer au rôle. Nick Nolte fut également contacté mais il refusa, tout comme Jeff Bridges.
Steven Spielberg relança alors George Lucas pour donner le rôle à Harrison Ford, impressionné par sa performance dans le rôle de Han Solo, dans L'Empire contre-attaque[réf. souhaitée].
Les actrices Amy Irving (future femme de Spielberg), Sean Young, Barbara Hershey et Debra Winger ont été pressenties pour jouer le rôle de Marion. C'est finalement Karen Allen remarquée dans American College qui a été choisie.
Originellement, Spielberg voulait Danny DeVito dans le rôle de Sallah mais celui-ci refusa, car il devait honorer son contrat pour la série Taxi. Après avoir vu la performance de John Rhys-Davies dans le rôle de Vasco Rodrigues dans la mini-série Shōgun de 1980, Spielberg a ajusté le rôle pour lui, suggérant que le personnage soit joué comme un croisement entre Rodrigues et Sir John Falstaff de Shakespeare.
Quant au rôle de Belloq, l'italien Giancarlo Giannini, l'acteur et chanteur français Jacques Dutronc et l'acteur Jean-Pierre Cassel furent les premiers choix de Steven Spielberg mais comme aucun des trois ne parlait anglais, le réalisateur jeta finalement son dévolu sur le Britannique Paul Freeman, qui ressemblait à Jean-Pierre Cassel.
Aux côtés de Denholm Elliott (Marcus Brody), Alfred Molina (Satipo) fut l'un des derniers acteurs recruté. Avant le début du tournage, Molina s'est rendu aux studios Elstree en Angleterre afin que l'équipe puisse créer le moule nécessaire pour le cadavre de Satipo.
Le mécanicien allemand chauve et moustachu qui boxe avec Indiana autour de l'aile volante a été interprété par le catcheur professionnel Pat Roach. En plus du mécanicien, il a également joué le Sherpa géant de la taverne népalaise puis a ensuite incarné le chef de la garde dans Indiana Jones et le Temple maudit qui affronte Indy sur le tapis roulant du broyeur de la mine et un membre de la Gestapo dans Indiana Jones et la dernière croisade, ce qui en fait le seul acteur avec Harrison Ford à apparaître dans les trois premiers films de la saga.

### Tournage

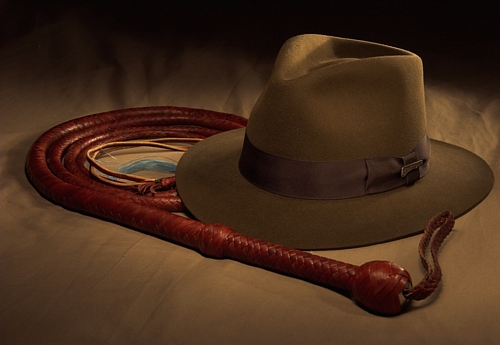
Le chapeau Fedora et le fouet d'Indy.

Le tournage débute le 23 juin 1980 en France à la Rochelle (Charente-Maritime), dans la base sous-marine de La Rochelle pour les scènes dans les cavernes souterraines impliquant le sous-marin nazi. Le sous-marin est une réplique de type VIIC de la Seconde Guerre mondiale prêtée par la production du film allemand Le Bateau de Wolfgang Petersen, sorti la même année. Pour les plans larges, une maquette d'un sous-marin japonais du film 1941 est récupérée et modifiée en sous-marin allemand.
L'équipe de tournage s'installa ensuite en Angleterre, aux studios d'Elstree à Borehamwood pour les scènes impliquant le « Puits des âmes », l'intérieur du temple de la séquence d'ouverture et le bar de Marion Ravenwood au Népal.
La scène de dialogue des escaliers intérieurs de Washington D.C. a été en réalité tournée à l'hôtel de ville de San Francisco. L'université du Pacifique à Stockton (Californie) a servi de décor pour les extérieurs de l'université où Jones travaille, tandis que sa classe et le hall où il reçoit les services secrets américains ont été filmés à la Royal Masonic School à Rickmansworth dans le Hertfordshire (Angleterre). Les extérieurs de sa maison ont été filmés à San Rafael en Californie. Les extérieurs de la scène d'ouverture du film ont été filmés à Kauai le long de la rivière Huleia à Hawaï en septembre, finissant ainsi le tournage sous la barre des 73 jours initialement prévus, à l'inverse de son film précédent, 1941.
Une boule en fibre de verre de 7 mètres de diamètre a été créée pour la scène où Indiana s'échappe du temple. Spielberg fut tellement impressionné par la création du décorateur Norman Reynolds, qu'il décida d'augmenter la longueur de la course du rocher de 15 mètres pour mieux en profiter.
Le tournage des scènes du Douglas DC-3, dans lequel Jones vole vers le Népal, fut emprunté au film de Frank Capra Horizons perdus (1937), tandis qu'une scène de rue fut reprise de L'Odyssée du Hindenburg (1975) de Robert Wise. Le tournage de la scène où Indy embarque à bord d'un hydravion Glenn Martin China Clipper fut compliqué parce que plus aucun exemplaire n'existait. La production dut se contenter d'un hydravion Short Solent anglais d'après guerre ayant appartenu auparavant à Howard Hughes et qui se trouvait en Californie.

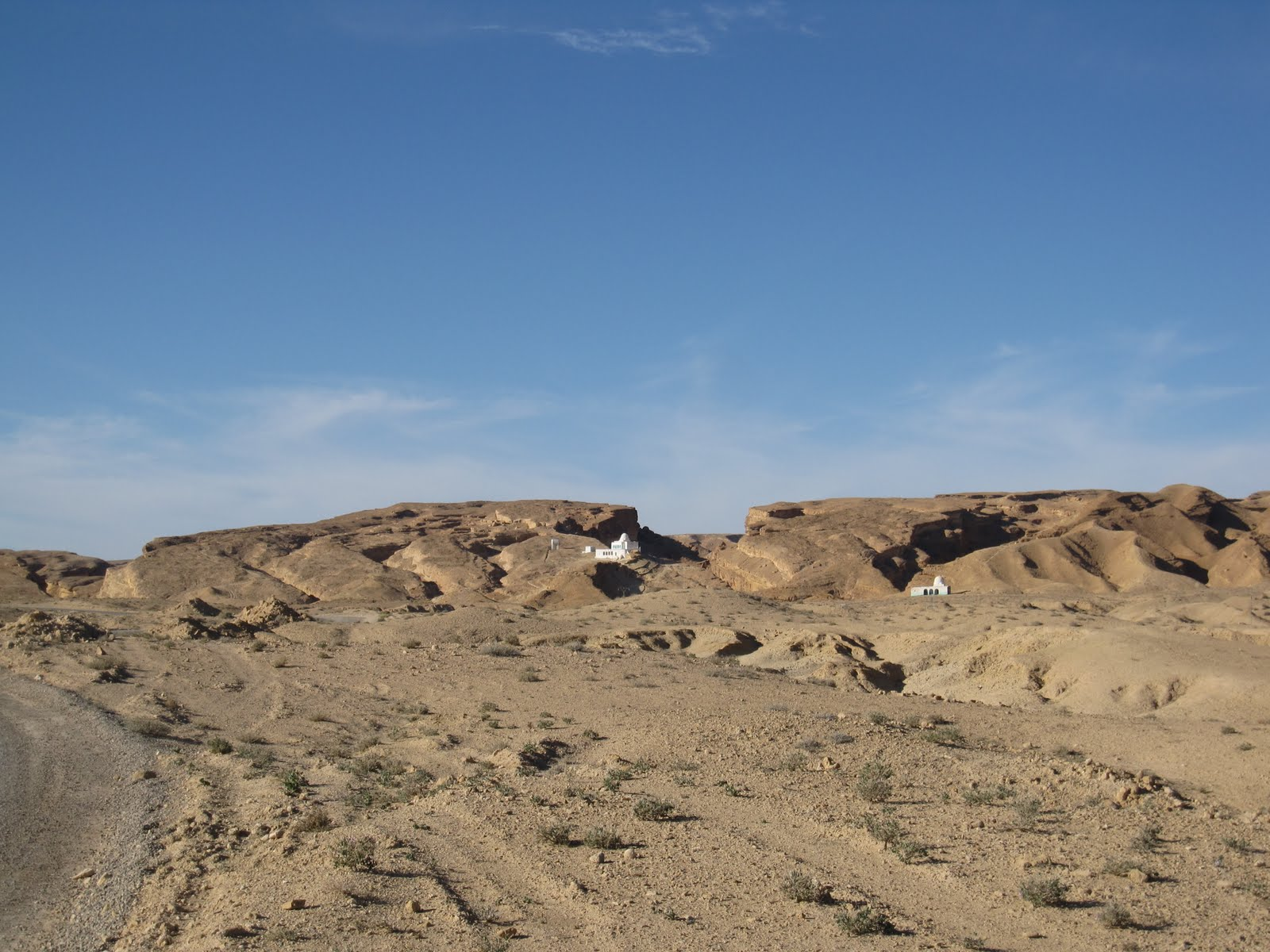
Désert de Sidi Bouhlel. Scène où Indiana menace de faire sauter l'Arche d'alliance.

Toutes les scènes censées se situer en Égypte ont été filmées à Kairouan et Tataouine, en Tunisie. Le canyon où Indiana menace de faire sauter l'Arche d'alliance est situé à Sidi Bouhlel, juste en dehors de Tozeur. C'est au même endroit que furent tournées en 1977 les scènes de la planète Tatooine où R2-D2 est attaqué par les Jawas dans La Guerre des étoiles (l'équipe de tournage était du reste quasiment la même). Les scènes de Tanis ont été filmées dans la ville voisine de Sedala. Ce fut une expérience difficile pour l'équipe de tournage à cause de la chaleur et des maladies. Spielberg décida d'écourter les prises de vues en ramenant le temps de tournage sur place de six semaines à quatre et demi,.
La scène culte, tournée à Kairouan, où le sabreur arabe se fait abattre d'une balle par Indiana Jones n'était pas dans le scénario original, qui prévoyait un combat au fouet et au sabre. Mais Harrison Ford, atteint de dysenterie comme la plupart des autres membres de l'équipe, se sentait incapable de tourner une scène entière de combat au fouet. Il demanda donc à Spielberg que la scène soit raccourcie. Le réalisateur suggéra alors qu'Indy dégaine son arme et tue son adversaire. Dans le livre The Harrison Ford Story, Ford affirme être à l'origine de la modification et avoir suggéré « Et si je descendais juste ce crétin ? » à Spielberg, qui lui aurait alors répondu avoir eu la même idée.
Le gag du cintre semblable à un nunchaku fut à l'origine écrit pour Christopher Lee dans le film 1941 mais ne fut pas utilisé. Spielberg l'a finalement repris pour Toht lorsque celui-ci débarque dans la tente de Belloq, empêchant ainsi Marion de prendre la fuite.
La scène de poursuite du camion a été entièrement tournée par la seconde équipe d'après le storyboard de Spielberg, bien qu'ils décident d'y ajouter la séquence où Indiana est trainé par le camion. Une Mercedes type 320 noire de 1936 est prêtée par un collectionneur en hommage au célèbre cascadeur Yakima Canutt. En revanche, le camion utilisé par Indiana lors de cette même poursuite est un GMC auquel le logo Mercedes a été ajouté sur la calandre. Spielberg tourne tous les plans rapprochés de Ford par la suite.
La scène du « Puits des âmes » a requis plus de 7 000 serpents, dont certains très venimeux comme des cobras. Un membre de l'équipe de tournage fut mordu par un python. Certains ne bougent pas beaucoup : en effet, même après avoir dévalisé les animaleries des alentours, il n'y en avait pas assez ; ils ont donc été remplacés par des bouts de tuyaux d'arrosage. Pour la scène où Indiana se retrouve nez à nez avec un cobra, on peut apercevoir sur l'écran son reflet et celui d'un projecteur car une vitre avait été posée entre l'acteur et le reptile pour éviter que Harrison Ford ne se fasse mordre. Cette erreur a été gommée lors de la restauration numérique du film pour l'édition DVD.
L'acteur Vic Tablian, qui joue l’homme au singe en Égypte, est également l’acolyte de Sapito au début du film, qui finit criblé de fléchettes empoisonnées.
Beaucoup de scènes furent improvisées comme la scène où Marion met sa robe et tente de s'échapper de la tente de Belloq, ainsi que la scène du combat autour de l'avion. Durant le tournage de cette scène, Ford se lésa un ligament croisé de la jambe gauche à cause de la roue de l'avion qui lui passa sur le genou.

## Accueil

### Critique
Les Aventuriers de l'arche perdue a reçu un accueil critique globalement favorable. Sur le site agrégateur de critiques Rotten Tomatoes, il obtient un score de 94 % d'avis positifs, sur la base de 50 critiques collectée et une note moyenne de 8,9⁄10. Sur Metacritic, il obtient une note moyenne pondérée de 90⁄100, sur la base de 11 critiques collectées.
En 2008, le magazine Empire l'a classé à la 2e place dans sa liste des « 500 meilleurs films de tous les temps ». En 2011, l'American Film Institute le classe à la 66e place de sa liste des « 100 meilleurs films américains ».
Sur l'Internet Movie Database, le film figure à la 23e place du Top 250 basé sur les votes du public, avec une note moyenne de 8,7⁄10.

### Box-office
Le film a réalisé les plus grosses recettes en 1981 aux États-Unis.
| Pays ou région    | Box-office        | Date d'arrêt du box-office | Nombre de semaines |
| ----------------- | ----------------- | -------------------------- | ------------------ |
| États-Unis Canada | 248 159 971 $     | 18 mars 1982               | 12                 |
| France            | 6 397 117 entrées | -                          | -                  |
| Total mondial     | 389 925 971 $     | -                          | -                  |

## Distinctions
Entre 1981 et 2021, le film Les Aventuriers de l'arche perdue a été sélectionné 53 fois dans diverses catégories et a remporté 35 récompenses,.
Le film a été sélectionné par le National Film Preservation Board pour figurer dans le National Film Registry en 1999. Il fait aussi partie de la liste des 50 films à voir avant d'avoir 14 ans établie en 2005 par le British Film Institute.

### Récompenses

#### 1981
- Jupiter Awards :
  - Meilleur film international,
  - Meilleur acteur international pour Harrison Ford.
- Kansas City Film Critics Circle Awards : Meilleur film.
- Motion Picture Sound Editors : Meilleur montage son dans un long métrage pour Mark A. Mangini.
- National Board of Review : Inscription sur la liste des dix meilleurs films de l'année 1981.

#### 1982
- Academy of Science Fiction, Fantasy and Horror Films - Saturn Awards :
  - Meilleur film fantastique,
  - Meilleur acteur pour Harrison Ford,
  - Meilleure actrice pour Karen Allen,
  - Meilleure réalisation pour Steven Spielberg,
  - Meilleur scénario pour Lawrence Kasdan,
  - Meilleure musique pour John Williams,
  - Meilleurs effets spéciaux pour Richard Edlund.
- American Cinema Editors : Meilleur montage d'un film pour Michael Kahn.
- American Movie Awards :
  - Meilleur film,
  - Meilleur réalisateur pour Steven Spielberg,
  - Meilleur scénario.
- Boston Society of Film Critics Awards : Meilleur réalisateur pour Steven Spielberg.
- British Academy Film Awards : Meilleure direction artistique pour Norman Reynolds.
- Grammy Awards : Meilleur album de musique de film pour John Williams.
- Kinema Junpo Awards : Meilleur film étranger pour Steven Spielberg.
- Motion Picture Sound Editors : 
  - Meilleurs effets sonores et bruitages dans un film,
  - Meilleur montage son – Dialogues.
- People's Choice Awards : Prix du public du film préféré.
- Prix Hugo : Meilleure présentation dramatique pour Philip Kaufman, Lawrence Kasdan, George Lucas et Steven Spielberg.
- Oscars :
  - Oscar de la meilleure direction artistique (décors) pour Leslie Dilley, Michael D. Ford et Norman Reynolds,
  - Oscar du meilleur son pour Roy Charman, Gregg Landaker, Steve Maslow et Bill Varney,
  - Oscar du meilleur montage pour Michael Kahn,
  - Oscar des meilleurs effets visuels pour Richard Edlund, Joe Johnston, Bruce Nicholson et Kit West,
  - Oscar pour une contribution spéciale : Ben Burtt et Richard L. Anderson (effets sonores).
- Young Artist Awards : Meilleur film familial.

#### 1985
- Telegatto : Meilleur film.

#### 1997
- Online Film and Television Association : Meilleur film.

#### 2015
- Livre Guinness des records : Record des recettes au box-office les plus élevées pour un scénariste pour George Lucas.

#### 2021
- Online Film and Television Association :
  - Inscription au temple de la renommée des meilleurs personnages de l'OFTA pour Indiana Jones incarné par Harrison Ford,
  - Inscription au temple de la renommée de la meilleure musique originale de l'OFTA pour John Williams.

### Nominations

#### 1982
- Academy of Science Fiction, Fantasy and Horror Films - Saturn Awards :
  - Meilleur acteur dans un second rôle pour Paul Freeman,
  - Meilleurs costumes pour Deborah Nadoolman.
- British Academy Film Awards
  - Meilleur film,
  - Meilleur artiste dans un second rôle pour Denholm Elliott,
  - Meilleure photographie pour Douglas Slocombe,
  - Meilleur montage pour Michael Kahn,
  - Meilleur son pour Ben Burtt, Roy Charman et Bill Varney,
  - Meilleure musique de film (Prix Anthony Asquith) pour John Williams.
- César : Meilleur film étranger.
- Directors Guild of America Awards : Meilleure réalisation pour un film pour Steven Spielberg.
- Golden Globes : meilleur réalisateur pour Steven Spielberg.
- Oscars :
  - Meilleur film pour Frank Marshall,
  - Meilleur réalisateur pour Steven Spielberg,
  - Meilleure photographie pour Douglas Slocombe,
  - Meilleure musique originale pour John Williams.
- Writers Guild of America : Meilleure comédie écrite directement pour l'écran pour Lawrence Kasdan, Philip Kaufman et George Lucas.

### Sélection

#### 1981
- Festival du cinéma américain de Deauville : Premières - hors compétition pour Steven Spielberg.

### Conservation
En 1999, le film est sélectionné par le National Film Preservation Board pour conservation au National Film Registry de la Bibliothèque du Congrès, en raison de son apport « culturel, historique ou esthétique » à la culture américaine.

## Analyse

### Inspirations

#### La bande dessinée
Lors de la mise en chantier du scénario, Spielberg se rappelle L'Homme de Rio avec Jean-Paul Belmondo, qui avait eu un certain retentissement aux États-Unis en 1964, et le revoit plusieurs fois. Ce film français de Philippe de Broca devient une source d'inspiration pour le réalisateur, à tel point que Spielberg écrit une lettre à de Broca pour lui exprimer sa passion et sa reconnaissance. L'ironie veut que ce film soit lui-même inspiré des Aventures de Tintin que Spielberg découvrira au cours d'interviews à l'occasion de la promotion européenne de son film en 1981,,.
La scène du bloc de pierre au début du film s'inspirerait de la scène similaire apparaissant dans Les Sept Cités de Cibola (1954), épisode en bande dessinée par Carl Barks mettant en scène Balthazar Picsou. George Lucas confie d'ailleurs avoir été particulièrement marqué dans son enfance par ce personnage et a donc puisé dans ses aventures pour nourrir ce film

### Erreurs et incohérences
Le film contient quelques faux raccords :
- Quand Belloq récupère l'idole des Hovitos de la main d'Indy, deux grosses toiles d'araignée restent collées à sa main. Lorsque, au changement de plan, il lève la statuette face à la tribu, sa main apparaît bien propre.
- Lorsqu'Indy est pourchassé par la tribu des Hovitos, il se trouve juste devant eux. Sur le plan large suivant, une distance bien plus grande sépare l'archéologue et ses poursuivants.
- L'hydravion d'Indy est immatriculé OB-CPO sur son côté droit. Pourtant, dans le plan où l'hélice se met à tourner, les inscriptions disparaissent puis réapparaissent dans les autres plans qui suivent.
- Peu après, Indiana saisit une liane, se balance puis tombe dans la rivière, ce qui fait qu'il est mouillé quand il embarque dans l'avion. Cependant, au changement de plan, il apparaît bien sec au moment où il monte dans son siège.
- Lorsque Marion admire son médaillon, le collier est autour de son cou. Au changement de plan, quand elle tourne le regard vers la liasse de billets, le collier apparaît soudainement hors de son cou.
- Lorsque Marion se retrouve face à un voyou égyptien, celui-ci brandit un couteau dont le côté arrondi de la lame est orientée vers le bas. Sur le plan où le voyou ricane, l'orientation de la lame est inversée.
- Au moment où l'officier nazi ordonne de démarrer la camionnette transportant le panier contenant Marion et la réserve de TNT, l'action se déroule dans une petite ruelle donnant sur une boutique. Quand Indy abat le chauffeur et que la camionnette se renverse, le décor a totalement changé, l'action se terminant sur une zone de chargement (la production ayant probablement préféré tourner l'explosion du camion dans un coin désert et ainsi éviter de causer des dégâts à la boutique).
- Lorsqu'Indy est assis dans un bar avec une bouteille de Whisky et accompagné du petit singe, on peut apercevoir en arrière plan sur la gauche un figurant vêtu d'un jean et d'un T-Shirt.
- Lorsqu'Indiana pousse un bloc de rocher pour sortir du puits des âmes, l'ombre de l'objet indique que celui-ci rebondit. Peu après, sur le plan large, non seulement le bloc apparaît tombé bien loin de l'ouverture mais il y a aussi un ouvrier égyptien qui apparaît endormi dans le coin bas gauche du mur (ce que en principe la chute du bloc aurait pu réveiller puis effrayer).
- L'officier nazi s'attaquant à Indy, alors conduisant le camion transportant l'arche, est un homme aux cheveux blonds. Au moment où il projette l'aventurier à travers le pare-brise, on peut apercevoir la tête de sa doublure avec des cheveux bruns.
- L'avion devant transporter l'Arche, du lieu des fouilles jusqu'en Allemagne, est une extrapolation du Lippisch Li P.04, projet de chasseur lourd (aile volante) bimoteur à hélices propulsives, élaboré par Alexander Lippisch, à la fin de la 2e guerre mondiale.
- Des MP 40 sont utilisés en grand nombre dans le film. Ils furent produits à partir de 1940. L'action est située en 1936.
- Indy utilise un RPG-7 soviétique produit en URSS à partir de 1958.